# Кулагин, Константин Васильевич
Константи́н Васи́льевич Кула́гин (23 июня 1934 — 31 марта 2013) — советский и российский театральный режиссёр и актёр, заслуженный артист России.

## Биография
Родился 23 июня 1934 года.
В 1958—1960 годах учился в студии при Горьковском театре драмы имени М. Горького (педагог — Н. А. Левкоев). В 1960 году вошёл в труппу Горьковского ТЮЗа (сейчас Нижегородский государственный театр юного зрителя). Всего в ТЮЗе сыграл более 80 ролей, среди которых такие как Атос, Вершинин, Коршунов, Ленин и др. Стал ведущим актёром театра.
В 1970—1975 годах обучался на режиссёрском факультете Театрального училища им. Бориса Щукина. После этого начал совмещать в театре актёрскую и режиссёрскую работу. Он ассистировал Б. А. Наравцевичу (1970—1986) и самостоятельно ставил спектакли. В 1984 году стал режиссёром ТЮЗа, поставил на сцене ТЮЗа более 30 спектаклей. Работал с режиссёрами В. Л. Витальевым, Р. Я. Левите, Б. А. Наравцевичем, В. А. Симакиным, О. Эллинский.
Кулагин также руководил студенческим театром «Алый парус» при Волжской академии водного транспорта.
Умер 31 марта 2013 года на 79-м году жизни. Похоронен на кладбище «Марьина Роща».

## Награды
- Заслуженный артист России.
- Лауреат премии им. Н. И. Собольщикова-Самарина.

## Работы в театре

### Актёр
- «Недоросль» (Д. И. Фонвизин) — Правдин
- «Овод» (Э. Л. Войнич) —  Овод
- «Подвиг» — Беляков
- «Три сестры» (А. П. Чехов) — Вершинин
- «Синие кони на красной траве» (М. Ф. Шатров) — Ленин
- «Последние» (Максим Горький) — Лещ
- «Бесприданница» (А. Н. Островский) — Паратов
- «Сон в летнюю ночь» (Шекспир) — Тезей

### Режиссёр
- «Аленький цветочек» С. Аксакова
- «Снежная королева» Е. Шварца
- «Красная шапочка» Е. Шварца
- «Остров капитана Блада» В. Вербина, М. Мишина
- «Вождь краснокожих» О’Генри
- «Училка XXI века» В. Ольшанского
- «Тим Талер, или Проданный смех» М. Гусева
- «Тринадцатая звезда» В. Ольшанского